# Antoinette Tsono
Antoinette Tsono (falecida em 2015) foi uma enfermeira e política gabonesa. Em 1961, ela e Virginie Ambougou foram eleitas para a Assembleia Nacional, tornando-se nas primeiras mulheres membros da assembleia.

## Biografia
Tsono nasceu de pai Fang e mãe Apindji. Ela tornou-se enfermeira e teve quatro filhos.
Uma das pessoas mais conhecidas em Mouila, Tsono envolveu-se na política ao ingressar no Bloco Democrático Gabonês (BDG). Nas eleições parlamentares de 1961 foi nomeada candidata da União Nacional, uma aliança do BDG e da União Democrática e Social Gabonesa. Sendo a aliança a única organização a disputar as eleições, ela foi eleita para a Assembleia Nacional. Ao lado de Virginie Ambougou, ela foi uma das duas primeiras mulheres a tornarem-se parlamentares.
Ela morreu em 2015.